# فرنسيسكو غوميز
فرنسيسكو غوميز (بالإسبانية: José Francisco Gómez y Argüelles)‏ هو سياسي هندوراسي، ولد في 1810 في إدارة أولانشو في هندوراس، وتوفي في 25 يوليو 1854 في نيكاراغوا. انتخب رئيس هندوراس.